# احمد صدری
احمد صدری جامعه‌شناس ایرانی‌ست. او برادر دوقلوی محمود صدری است. او از دانشگاه نیو اسکول دکترای جامعه‌شناسی دارد و استاد دانشگاه لیک فارست است.

## آثار

### تألیف
- آخرالزمانی در همین نزدیکی: جستارهایی در جامعه‌شناسی دین و فرهنگ، احمد صدری، امیرحسین تیموری (مترجم)، ناشر: کویر، ۱۳۸۵
- جامعه‌شناسی روشنفکران ماکس وبر، احمد صدری، حسن آبنیکی (مترجم)، ناشر: کویر، ۱۳۹۰
- صفی‌الدین ارموی: مجموعه مقالات همایش بین‌المللی، احمد صدری (به اهتمام)، ناشر: فرهنگستان هنر، ۱۳۸۴
- مفهوم تمدن و لزوم احیای آن در علوم اجتماعی، احمد صدری، ناشران : مرکز بین‌المللی گفتگوی تمدنها | هرمس، ۱۳۸۰

- Max Weber's Sociology of Intellectuals, New York: Oxford University Press, 1992. (English)
- Apocalypse Tomorrow and other Essays: Investigations in Sociologies of Religion and Politics, Translated to Persian by Amirhossein Teymoori, Kavir Press, Tehran, March, 2007.
- The Necessity of Reviving The Concept of Civilization in Social Sciences, Tehran: Hermes and Center for the Dialogue of Civilizations, 2001. (Persian).[۲][۳]

### ترجمه
- Saddam City by Mahmoud Saeed, London, Saqi Books, 2004. Translated from Arabic.
- Reason, Freedom and Democracy in Islam: Essays by Abdolkarim Soroush, New York, Oxford University Press 2000, Co-translated from Persian with Mahmoud Sadri.[۲][۳]